# البرد الكبير (فلم)
البرد الكبير (بالإنجليزية: The Big Chill) هو فيلم كوميدي تم إنتاجه في الولايات المتحدة وصدر في سنة 1983, الفيلم من إخراج لورانس كازدان وكتابة لورانس كازدان.

## بطولة
- غلين كلوز
- جيف غولدبلوم
- ويليام هورت
- كيفين كلاين

## الميزانية والإيرادات
حقق أرباحا تقدر بـ 56,342,711 دولار.

### ترشيحات وجوائز
| السنة | الحدث  | الفئة     | النتيجة |
| ----- | ------ | --------- | ------- |
|       | أوسكار | أفضل فيلم | ترشـيـح |

## وصلات خارجية
- مقالات تستعمل روابط فنية بلا صلة مع ويكي بيانات

1. ↑  "معلومات عن البرد الكبير (فيلم) على موقع moviepilot.de". moviepilot.de. مؤرشف من الأصل في 2021-07-11.
2. ↑  "معلومات عن البرد الكبير (فيلم) على موقع csfd.cz". csfd.cz. مؤرشف من الأصل في 2016-11-11.
3. ↑  "معلومات عن البرد الكبير (فيلم) على موقع letterboxd.com". letterboxd.com. مؤرشف من الأصل في 2021-08-14.